# Ohnišov
Ohnišov település Csehországban, Rychnov nad Kněžnou-i járásban. Ohnišov Val, Bystré, Chlístov, Slavoňov, Bačetín, Bohdašín, Janov és Nové Město nad Metují településekkel határos. Lakosainak száma 515 fő (2024. január 1.).

## Népesség
A település lakosságának változását az alábbi diagram mutatja:
| Lakosok száma | 1034 | 1071 | 891  | 616  | 498  | 478  | 505  | 492  | 504  | 515  |
|               | 1869 | 1890 | 1921 | 1950 | 1980 | 2001 | 2017 | 2019 | 2022 | 2024 |